# Bill Haslam
William Edward ”Bill” Haslam, född 23 augusti 1958 i Knoxville, Tennessee, är en amerikansk politiker (republikan). Han var guvernör i delstaten Tennessee från 15 januari 2011 till 2019.
Haslam avlade 1980 kandidatexamen i historia vid Emory University. Han var borgmästare i Knoxville 2003–2011. Som borgmästare var han med i Mayors Against Illegal Guns, men lämnade organisationen år 2009 och gick med i National Rifle Association i stället.
Den amerikanska ekonomitidskriften Forbes rankar Haslam till att vara den 282:a rikaste amerikanen och världens 782:a rikaste med en förmögenhet på $2,7 miljarder för den 26 juli 2017. Han är son till Jim Haslam och bror till Jimmy Haslam, båda två är företagsledare för Pilot Corporation/Pilot Flying J och där brodern äger också Cleveland Browns i National Football League (NFL).
Från 2018 var Haslam den rikaste guvernören i USA.